# Liste der Naturdenkmäler in Lügde
Die Liste der Naturdenkmäler in Lügde führt die Naturdenkmäler der ostwestfälischen Gemeinde Lügde im Kreis Lippe in Nordrhein-Westfalen (Stand: 2004) auf. 

## Außenbereich
| Nr.    | Bezeichnung | Lage               | Bild           |
| ------ | --- | ------------------ | -------------- |
| 2.3-1  | 1 Eiche östlich des Dörenberg, südöstlich Finkenborn                                                                 | Sabbenhausen Karte |                |
| 2.3-2  | 1 Buche („Wagnerbuche“) am Waldlehrpfad „Dingelstedtpfad“ südöstlich des Sperlberges gegenüber einer Fichtenschonung | Rischenau Karte    |                |
| 2.3-3  | 1 Eiche in der Grünanlage vor der ehemaligen Revierförsterei in Biesterfeld                                          | Rischenau Karte    |                |
| 2.3-4  | 1 Kastanie im Garten des ehemaligen Forsthauses Biesterfeld                                                          | Rischenau Karte    |                |
| 2.3-5  | 2 Eiben im Garten des ehemaligen Forsthauses Biesterfeld                                                             | Rischenau Karte    |                |
| 2.3-6  | 1 Linde („Marienlinde“) im Garten des ehemaligen Forsthauses Biesterfeld                                             | Rischenau Karte    |                |
| 2.3-7  | 1 Findling südöstlich Lügde                                                                                          | Lügde Karte        |                |
| 2.3-8  | Rotmergelbruch am Isenberg bei Rischenau                                                                             | Rischenau Karte    | weitere Bilder |
| 2.3-9  | Sandsteinbruch westlich des Wiehenberges                                                                             | Köterberg Karte    |                |
| 2.3-10 | Mergelgrube südlich Köterberg                                                                                        | Köterberg Karte    | weitere Bilder |
| 2.3-11 | Sieben Quellen | Lügde Karte        |                |
| 2.3-12 | Mergelgrube südwestlich des Dörenberges                                                                              | Lügde Karte        | weitere Bilder |

## Innenbereich
Die Liste für den Innenbereich ist nicht vollständig.
| Nr. | Bezeichnung            | Lage               | Bild           |
| --- | ---------------------- | ------------------ | -------------- |
|     | Wittekind-Linde        | Elbrinxen Karte    | weitere Bilder |
|     | Dorflinde Sabbenhausen | Sabbenhausen Karte |                |